# Stoner doom
Le stoner doom, parfois appelé space doom, est un sous-genre musical qui a vu le jour au début des années 1990 à la suite de l'intégration accrue d'éléments de rock psychédélique dans le doom metal.

## Caractéristiques
Selon AllMusic, les interprètes du stoner doom reprennent les riffs « ultra durs » des groupes de doom metal et de rock psychédélique comme Black Sabbath, Blue Cheer, Blue Öyster Cult et Hawkwind et ajoutent au metal issu du psychédélisme ainsi que de l'acid rock le son bourdonnant des premiers interprètes grunge du label Sub Pop. Eber décrit l'alternance de passages calmes et rock comme étant tout aussi typique que les solos de wah-wah, les interludes de jam et les morceaux de 20 minutes ou plus.

« Le genre musical présente de plus en plus d'éléments psychédéliques. Des passages de chansons qui s'étendent, des structures rythmiques mémorables et un son chargé de basses vont de pair et peuvent ainsi plonger les auditeurs dans une ambiance méditative. »

— Arne Eber
Outre le rythme, la guitare revêt une importance particulière dans le stoner doom. Celle-ci est accordée plus bas et jouée à travers des amplificateurs de basse « afin que les sons s'échappent des enceintes comme une masse épaisse ». La batterie est souvent jouée de manière claquante, tandis que le chant est généralement clair, mais peut aussi être rauque, comme par exemple dans Sleep.

## Histoire

Matt Pike du groupe Sleep, qui a marqué le style, ici en live avec High on Fire.

Outre les premières publications de doom metal et de rock psychédélique, les Melvins ont défini entre 1986 et 1991 un genre de metal à dominante rythmique et traînante qui allait avoir un impact durable sur le grunge, le sludge et le stoner. Entre 1991 et 1993, Sleep et Earth sortent des albums dans ce style qui allait particulièrement marquer le stoner doom.
En peu de temps, Kyuss, déjà orienté vers le groove, supprima une grande partie du métal lourd et brut et marqua ainsi de son empreinte le stoner rock de la scène du Palm Desert, tandis que Earth, s'inspirant de publications proches des Melvins, renonça à la batterie et au chant et initia ainsi le drone doom.
Entre-temps, Acid King, Electric Wizard, Cathedral, Grand Magus, Weedeater ont été suivis en quelques années par une série d'interprètes qui s'orientaient vers le stoner doom. Avec le succès du grunge, le stoner rock en particulier connut un net succès avec des artistes comme Fu Manchu, Monster Magnet et Kyuss en tant que partie intégrante du metal alternatif, succès qui ne se poursuivit toutefois pas après la fin du boom du grunge au début des années 1990 et l'apparition d'interprètes de rap metal comme Body Count, Rage Against the Machine et Clawfinger.
Pendant ce temps, le stoner doom connait une intensification avec l'album Jerusalem de Sleep et, en se distinguant du stoner rock, sa définition définitive vers un son brut et rugueux , qui a été repris dans les années 2000 par des groupes comme Ufomammut ou Dark Buddha Rising et parfois étendu jusqu'aux limites du drone-doom. L'album Sleep, enregistré en 1995, ne sort qu'en 1999, London Records ayant refusé de publier un album ne comportant qu'une seule chanson d'une heure. Néanmoins, Jerusalem, ou Dopesmoker, comme le titre original de l'album, a acquis une grande popularité dans les milieux du tape trading et est considéré comme le « repère définitif » du genre connu sous le nom de stoner doom,.

## Groupes notables
Parmi les groupes notables du genre, on peut  compter : Acid King, Beastwars, Cathedral (jusqu'en 1993), Dark Buddha Rising, Electric Wizard, Goatess, Goatsnake, Grand Magus, Mannhai, Monolord, Om, Sleep, Sons of Otis, Spirit Caravan, Stoned Jesus, Ufomammut, et Weedeater.